# Доминчик, Марика
Ма́рика Доми́нчик (пол. Marika Domińczyk; 7 июля 1980) — польско-американская актриса.

## Биография и карьера
Марика Доминчик родилась 7 июля 1980 года в Кельце (Польша) в семье активиста польского движения «Солидарность» Мирослава Доминчика (пол. Mirosław Domińczyk). У Марики есть две сестры-актрисы — старшая Дагмара Доминчик (род.1976) и младшая Вероника Доминчик (род.1986).
В 1983 году Марика вместе со своей семьёй перебралась в Нью-Йорк, после того, как её родители были высланы из родной Польши за участие в «Международной амнистии» и движении «Солидарность».
Марика дебютировала в кино в 2000 году, сыграв роль официантки в эпизоде «Случайный чулан» телесериала «Улица». Всего Доминчик сыграла в 24-х фильмах и телесериалах.

## Личная жизнь
С 5 июня 2007 года Марика замужем за актёром Скоттом Фоли. У супругов есть трое детей: дочь Малина Джин Фоли (род. в ноябре 2009) и два сына — Келлер Александр Фоли (род.17.04.2012) и Конрад Фоли (род.13.11.2014).

## Избранная фильмография
| Год       |   | Русское название                    | Оригинальное название             | Роль               |
| --------- | - | ----------------------------------- | --------------------------------- | ------------------ |
| 2000      | с | Улица                               | The $treet                        | официантка         |
| 2001      | с | Закон и порядок: Специальный корпус | Law & Order: Special Victims Unit | Тесс Мичнер        |
| 2004      | с | Северный берег                      | North Shore                       | Эрика              |
| 2005      | ф | Сорокалетний девственник            | The 40-Year-Old Virgin            | Бернадетт          |
| 2006      | с | Кости                               | Bones                             | Лесли Сноу         |
| 2006—2011 | с | Братья и сёстры                     | Brothers & Sisters                | Тайлер Альтамирано |
| 2008      | с | Лас-Вегас                           | Las Vegas                         | Мариса Родригес    |
| 2008      | с | Доктор Хаус                         | House                             | Хезер              |
| 2009      | с | Отряд «Антитеррор»                  | The Unit                          | Аня                |
| 2011      | с | Риццоли и Айлс                      | Rizzoli & Isles                   | Тереза             |
| 2013      | с | Вегас                               | Надя Латтимер                     |                    |
| 2016      | с | Анатомия страсти                    | Grey's Anatomy                    | Элайза Минник      |
| 2019      | с | Виски Кавалер                       | Whiskey Cavalier                  | Тина Марек         |